# Bate Islands (Frobisher Bay)
Bate Islands är öar i Kanada.   De ligger i viken Frobisher Bay i territoriet Nunavut, i den östra delen av landet, 2 100 km norr om huvudstaden Ottawa. Arean är 1,1 kvadratkilometer.
Terrängen på Bate Islands är platt. Öns högsta punkt är 77 meter över havet. Den sträcker sig 1,5 kilometer i nord-sydlig riktning, och 1,2 kilometer i öst-västlig riktning.
Trakten runt Bate Islands är nära nog obefolkad, med mindre än två invånare per kvadratkilometer.